# 1955-ös magyar férfi röplabdabajnokság
Az 1955-ös magyar férfi röplabdabajnokság a tizedik magyar röplabdabajnokság volt. A csapatok ismét területi (budapesti és megyei) bajnokságokban játszottak, a győztesek (Budapestről és egyes megyékből több helyezett is) az országos középdöntőben, majd az országos döntőben küzdöttek tovább a végső helyezésekért. Budapesten tizenkét csapat indult el, a csapatok két kört játszottak. Az országos fordulókban már csak egy kör volt.
A Lokomotív, Postás és Előre egyesületek Törekvés, a Petőfi, Fáklya és Lendület egyesületek Bástya néven egyesültek.

## Országos döntő
| #  | Csapat                         | M | Gy | V | Sz+ | Sz- | P |
| -- | ------------------------------ | - | -- | - | --- | --- | - |
| 1. | Bp. Dózsa                      | 3 | 3  | 0 | 9   | 2   | 6 |
| 2. | Bp. Vasas                      | 3 | 2  | 1 | 7   | 4   | 4 |
| 3. | Csepeli Vasas                  | 3 | 1  | 2 | 4   | 8   | 2 |
| 4. | Bp. Bástya Pénzügyminisztérium | 3 | 0  | 3 | 3   | 9   | 0 |

* M: Mérkőzés Gy: Győzelem V: Vereség Sz+: Nyert szett Sz-: Vesztett szett P: Pont

## Országos középdöntő
- Budapest: 1. Bp. Bástya Pénzügyminisztérium 8, 2. Miskolci Törekvés 6, 3. Martfűi Vörös Lobogó 4, 4. Szombathelyi Dózsa 2, 5. Pécsi Bástya 0 pont
- Szolnok: 1. Bp. Vasas 8, 2. Debreceni Haladás 6, 3. Nyíregyházi Építők 4, 4. Győri Dózsa 2, 5. Gödöllői Bástya 0 pont

## Budapesti csoport
| #   | Csapat                         | M  | Gy | V  | Sz+ | Sz- | P  |
| --- | ------------------------------ | -- | -- | -- | --- | --- | -- |
| 1.  | Csepeli Vasas                  | 22 | 21 | 1  | 64  | 11  | 42 |
| 2.  | Bp. Dózsa                      | 22 | 20 | 2  | 62  | 14  | 40 |
| 3.  | Bp. Vasas                      | 22 | 18 | 4  | 58  | 21  | 36 |
| 4.  | Bp. Bástya Pénzügyminisztérium | 22 | 15 | 7  | 50  | 38  | 30 |
| 5.  | Bp. Vörös Lobogó               | 22 | 13 | 9  | 49  | 37  | 26 |
| 6.  | Bp. Pénzügyőrök                | 22 | 11 | 11 | 44  | 48  | 22 |
| 7.  | Bp. Bástya VTSK                | 22 | 11 | 11 | 40  | 47  | 22 |
| 8.  | Testnevelési Főiskola Haladás  | 22 | 7  | 15 | 31  | 54  | 14 |
| 9.  | Bp. Honvéd                     | 22 | 6  | 16 | 32  | 55  | 12 |
| 10. | Közgazdasági Egyetem Haladás   | 22 | 5  | 17 | 23  | 54  | 10 |
| 11. | VM Háztartási Bolt             | 22 | 3  | 19 | 19  | 59  | 6  |
| 12. | Kinizsi Sörgyár                | 22 | 2  | 20 | 26  | 60  | 4  |

* M: Mérkőzés Gy: Győzelem V: Vereség Sz+: Nyert szett Sz-: Vesztett szett P: Pont